# Anthurium acutum
Anthurium acutum är en kallaväxtart som beskrevs av Nicholas Edward Brown. Anthurium acutum ingår i släktet Anthurium och familjen kallaväxter. Inga underarter finns listade.